# ÖFB-Cup 1984-1985
La ÖFB-Cup 1984-1985 è stata la 51ª edizione della coppa nazionale di calcio austriaca.

## Ottavi di finale
| Squadra 1           | Risultato       | Squadra 2            |
| ------------------- | --------------- | -------------------- |
| 2 marzo 1985        |                 |                      |
| Admira/Wacker       | ? - ? (9-7 dtr) | Spittal/Drau         |
| Grazer AK           | 1 - 2           | Austria Vienna       |
| LASK                | 2 - 5           | Rapid Vienna         |
| WSG Swarovski Tirol | 0 - 5           | SSW Innsbruck        |
| 5 marzo 1985        |                 |                      |
| Sturm Graz          | 3 - 0           | Donawitzer SV Alpine |
| 9 marzo 1985        |                 |                      |
| Vorwärts Steyr      | 0 - 2           | Kremser SC           |
| Wolfsberger         | 3 - 0           | Mautner Markhof      |
| 26 marzo 1985       |                 |                      |
| Eisenstadt          | ? - ? (6-5 dtr) | Austria Salisburgo   |

## Quarti di finale
| Squadra 1      | Risultato   | Squadra 2     |
| -------------- | ----------- | ------------- |
| 2 aprile 1985  |             |               |
| Sturm Graz     | 2 - 1       | Kremser SC    |
| Austria Vienna | 9 - 0       | Wolfsberger   |
| Eisenstadt     | 0 - 1       | Rapid Vienna  |
| SSW Innsbruck  | 1 - 2 (dts) | Admira/Wacker |

## Semifinale
| Squadra 1      | Risultato | Squadra 2      |
| -------------- | --------- | -------------- |
| 28 maggio 1985 |           |                |
| Sturm Graz     | 1 - 3     | Austria Vienna |
| Rapid Vienna   | 5 - 2     | Admira/Wacker  |
| 4 giugno 1985  |           |                |
| Admira/Wacker  | 2 - 2     | Rapid Vienna   |
| Austria Vienna | 5 - 0     | Sturm Graz     |

## Finale
| Squadra 1      | Risultato       | Squadra 2      |
| -------------- | --------------- | -------------- |
| 13 giugno 1985 |                 |                |
| Rapid Vienna   | 3 - 3 (6-5 dtr) | Austria Vienna |